# زيفيا لوبيتكين
زيفيا لوبيتكين ( (بالبولندية: Cywia Lubetkin) ، 
IPA: ‎[ˈt͡sɨvja luˈbɛtkʲin]‏, (بالعبرية: צביה לובטקין‏) الاسم الحركي سيلينا ؛ 9 نوفمبر 1914 - 11 يوليو 1978) كانت أحد قادة الحركة السرية اليهودية في وارسو التي احتلها النازيون والمرأة الوحيدة في القيادة العليا لمجموعة المقاومة Żydowska Organizacja Bojowa (ŻOB). نجت من الهولوكوست في بولندا التي احتلتها ألمانيا وهاجرت إلى فلسطين تحت الانتداب عام 1946 ، وهي في الثانية والثلاثين من عمرها.

## سيرة شخصية

### ما قبل الحرب العالمية الثانية
وُلِدت زيفيا لوبيتكين في بايتو بمحافظة غرودنو بالإمبراطورية الروسية ( بيلاروسيا الحالية). انضمت إلى الحركة الصهيونية العمالية في سن مبكرة. خلال سنوات دراستها ، تلقت لوبيتكين تعليمها باللغة العبرية على يد مدرسين خصوصيين. انضمت في أواخر سن المراهقة إلى حركة الشباب الصهيوني درور ، وفي عام 1938 أصبحت عضوًا في مجلسها التنفيذي. بعد أن غزت ألمانيا النازية ، ثم الاتحاد السوفيتي لاحقًا ، بولندا في سبتمبر 1939 ، قامت برحلة محفوفة بالمخاطر من الجزء الذي يحتله الاتحاد السوفيتي من البلاد إلى وارسو للانضمام إلى مترو الأنفاق هناك.  وفي عام 1939 أيضًا ، حضرت المؤتمر الصهيوني الحادي والعشرين كمندوبة عن كتلة العمل في أرض إسرائيل.

### الحرب العالمية الثانية
في عام 1942 ، ساعدت لوبيتكين في تأسيس الكتلة الصهيونية اليسارية المناهضة للفاشية . ستكون هذه أول منظمة مقاومة في غيتو وارسو تواجه القوات الألمانية في القتال. عملت أيضًا ، بصفتها أحد مؤسسي ŻOB ، في المجلس السياسي للجالية اليهودية في وارسو ، اللجنة الوطنية اليهودية (Żydowski Komitet Narodowy ؛ ŻKN) ، وعملت أيضًا في لجنة التنسيق ، وهي منظمة شاملة تضم ŻKN وغير - حزب العمل اليهودي العام الصهيوني (Bund) ، الذي رعى ŻOB. خلال سنوات نشاطها السري ، أصبح اسم "سيويا" هو الكلمة الرمزية لبولندا في رسائل أرسلتها مجموعات مقاومة مختلفة داخل وخارج حي وارسو اليهودي . كانت واحدة من قادة انتفاضة غيتو وارسو وواحدة من 34 مقاتلاً فقط نجوا من الحرب. بعد أن قادت مجموعتها من المقاتلين الناجين عبر مجاري وارسو بمساعدة Simcha <i id="mwLQ">"Kazik"</i> Rotem في الأيام الأخيرة من انتفاضة الحي اليهودي (في 10 مايو 1943) واصلت أنشطتها المقاومة في بقية وارسو خارج الحي اليهودي. شاركت في انتفاضة وارسو البولندية في عام 1944 ، قاتلت في وحدات Armia Ludowa .  على الرغم من تدمير القوات اليهودية من قبل الألمان ، إلا أن لوبيتكين والعديد من الناجين الآخرين كانوا على قيد الحياة من خلال اللجوء إلى مستشفى كان على استعداد لإخفائهم. في 1 مارس 1945 ، حاولت الهجرة إلى فلسطين مع الزعيم الحزبي أبا كوفنر . لن تنجح هذه الخطوة حيث تم حظر الطريق الوحيد المتاح ، مما تسبب في عودة لوبيتكين إلى وارسو.
حصلت لوبيتكين على جواز سفر باراغواي من قبل مجموعة Ładoś . 

### حياة ما بعد الحرب
بعد الحرب العالمية الثانية ، كانت لوبيتكين نشطًة في مجتمع الناجين من الهولوكوست في أوروبا ، وساعدت في تنظيم Bricha ، وهي منظمة يعمل بها نشطاء ساعدوا يهود أوروبا الشرقية والوسطى على عبور الحدود في طريقهم إلى فلسطين الانتدابية عن طريق قنوات الهجرة غير الشرعية . هاجرت هي نفسها إلى فلسطين الانتدابية عام 1946. تزوجت من يتسحاق زوكرمان ، قائد ŻOB ، وقاموا ، إلى جانب مقاتلين آخرين من الأحياء اليهودية وأنصارها ، بتأسيس كيبوتس لوهامي هجيتو ومتحف بيت مقاتلي الغيتو الواقع على أرضه. في عام 1961 ، أدلت بشهادتها في محاكمة مجرم الحرب النازي الأسير أدولف أيخمان . 
ولداها ، شمعون (مواليد 1947) وياعيل (مواليد 1949) ، وُلدا في كيبوتس لوهامي هاجيتوت ، حيث عاشت بقية حياتها وتوفيت في 11 يوليو 1978.    أصبحت حفيدتها ، روني زوكرمان ، أول طيارة مقاتلة في سلاح الجو الإسرائيلي في عام 2001. 

## كتابات
- لوبيتكين ، زيفيا. (كذا) Die Letzten Tage des Warschauer Gettos . ص. 47، illus. برلين: VVN-Verlag ، 1949 (من: Commentary (مجلة) ، نيويورك). أيضا في: Neue Auslese. إد. Alliierter informationdienst، Berlin، no. 1 ، 1948 ، ص. 1-13
- لوبيتكين ، زيفيا. أحرونيم الههومه . (عين حرود ، 1946/47)
- لوبيتكين ، زيفيا. Bi-yemei kilayon va-mered (في أيام الدمار والثورة). ص. 127. تل أبيب: هكيبوتس هاميؤوحاد ، 1953.
  - ------------- في أيام الدمار والثورة ترجمها إيشاي توبين من العبرية. راجعه يحيئيل يناي. فهرس السيرة الذاتية يتسحاق زوكرمان ؛ فهرس السيرة الذاتية ترجمة ديبي جاربر. ص. 338، illus. تل أبيب: حانة هَكيبوتس هَمِيؤوحاد . البيت: Am Oved Pub. البيت ، 1981

## ملحوظات
1. 1 2  Tikva Fatal-Kna'ani (1 مارس 2009). "Zivia Lubetkin (1914–1978)". Jewish Women's Archive. Jewish Women: A Comprehensive Historical Encyclopedia. مؤرشف من الأصل في 2023-02-16. اطلع عليه بتاريخ 2013-06-11.
2. 1 2 3  Tikva Fatal-Kna'ani (1 مارس 2009). "Zivia Lubetkin (1914–1978)". Jewish Women's Archive. Jewish Women: A Comprehensive Historical Encyclopedia. مؤرشف من الأصل في 2023-02-16. اطلع عليه بتاريخ 2013-06-11.Tikva Fatal-Kna'ani (March 1, 2009). "Zivia Lubetkin (1914–1978)". Jewish Women's Archive. Jewish Women: A Comprehensive Historical Encyclopedia. Retrieved June 11, 2013.
3. ↑  "Ładoś List - results of research as of 24 October 2019" (PDF). Pilecki Institute. 24 أكتوبر 2019. ص. 53. مؤرشف من الأصل (PDF) في 2023-02-16. اطلع عليه بتاريخ 2020-04-07.
4. ↑  "Zivia Lubetkin-Zuckerman Dead at 64" (PDF). Jewish Telegraphic Agency (بالإنجليزية الأمريكية). 13 Jul 1978. Archived from the original (PDF) on 2023-02-16. Retrieved 2019-06-24.
5. ↑  The Holocaust : An Encyclopedia and Document Collection. Bartrop, Paul R. (Paul Robert), 1955-, Dickerman, Michael. Santa Barbara, California. 15 سبتمبر 2017. ص. 412. ISBN:9781440840838. OCLC:967417159. مؤرشف من الأصل في 2023-02-16.{{استشهاد بكتاب}}:  صيانة الاستشهاد: آخرون (link) صيانة الاستشهاد: مكان بدون ناشر (link)